# Епоха на лалетата
Епохата на лалетата (на турски: Lâle Devri; на османски турски: لاله دورى) е период в историята на Османската империя (21 юли 1718 – 28 септември 1730) получил името си заради модата за отглеждане на лалета, която е пренесена от Нидерландия. През този краткотраен период в османската столица са селектирани 839 вида лалета по пренесени холандски луковици.
Началото на този период се слага след Пожаревския договор, а края му е белязан от въстанието на Патрона Халил. 
Тази епоха се характеризира с началото на общоевропейското Просвещение, а в Османската империя се регистрира засилен интерес и приобщаване към достиженията в областите на науката, културата, икономиката и архитектурата на Европа, включително и сред улемата.
При управлението на султан Ахмед III и Великия везир Невшехирли Дамат Ибрахим паша, Османската империя започва да провежда политика на културни реформи. Отваря посолства в големите европейски градове – Париж, Лондон, Виена и Москва, което води до развитието на картографията и интерес към книги и преса на френски, английски, немски и руски език. В Константинопол са преведени редица произведения на европейски автори по история, география, астрономия. 
По ред причини книгопечатането в Османската империя не се развива до тази епоха. Саид ефенди и Ибрахим Мютеферик (секей) отварят първата османска печатница в която през 1719 и 1724 г. са отпечатани карти на Мраморно и Черно море, предоставени от великия везир. Развитието на типографията е възпрепятствано дотогава обаче от използваната арабска азбука, като това препятствие е успешно преодоляно благодарение на техническа помощ от посолството на Франция.
През тази епоха градоустройството и градинарството бележат рязък тласък в развитието си. В Константинопол се строят много нови обществени сгради, както и вили за везирите и османския управляващ елит. В покрайнините на столицата никнат нови паркове и градини с мраморни басейни и фонтани. Построен е новият дворец Топкапъ за султана – по пригодените и ревизирани проекти на дворците във Версай и Фонтенбло. 